# Microsoft XNA
Microsoft XNA (англ. XNA's Not Acronymed) — набор инструментов с управляемой средой времени выполнения (.NET), созданный Microsoft, облегчающий разработку и управление компьютерными играми. XNA стремится освободить разработку игр от написания «повторяющегося шаблонного кода» и объединить различные аспекты разработки игр в одной системе. Набор инструментов XNA был анонсирован 24 марта 2004 на Game Developers Conference в Сан-Хосе, Калифорния. Первый Community Technology Preview XNA Build был выпущен 14 марта 2006.
Из письма Microsoft от 31 января 2013 стало известно, что новые версии XNA более не будут разрабатываться и XNA не будет доступен в новом Metro интерфейсе Windows 8, а также на Windows 8 RT.

## Цели и описание проекта
Пакет Microsoft XNA, по словам представителей Microsoft, позволит разработчикам игр избежать многих технических трудностей, возникающих при написании кода, а также обеспечит существенное снижение стоимости конечной продукции. Кроме того, благодаря XNA программисты смогут создавать принципиально новые игры с высококачественной графикой. В ходе демонстрации Microsoft показала два анимационных ролика, созданных с применением технологии XNA. В одном из них облако вздымающегося сигаретного дыма в режиме реального времени меняло свою форму и направление движения под действием внешних факторов. Другой ролик демонстрировал разлетающиеся в разные стороны детали разбившегося о стену автомобиля.
Инструментарий XNA изначально разрабатывался с целью максимально облегчить процесс разработки игр для консоли Xbox и компьютеров, работающих под управлением операционной системы Windows. Вместе с тем, пакет XNA позволит распространить общие сервисы Xbox Live, такие как, например, аутентификация, на игры для персональных компьютеров.

## Обзор

### XNA Framework
XNA Framework основывается на нативной реализации .NET Compact Framework 2.0 для разработки игр для Xbox 360 и .NET Framework 2.0 на Windows. Он включает обширный набор библиотек классов, специфичных для разработки игр, поддерживающий максимальное повторное использование кода на всех целевых платформах. Фреймворк выполняется на модификации Common Language Runtime, оптимизированной для игр, чтобы предоставить управляемую среду выполнения. Среда времени выполнения доступна для Windows XP, Windows Vista, Windows 7 и Xbox 360. Так как игры XNA пишутся для среды времени выполнения, они могут быть запущены на любой платформе, поддерживающей XNA Framework с минимальными изменениями или вообще без таковых. Игры, которые запускаются на фреймворке, технически могут быть написаны на любом .NET-совместимом языке, но официально поддерживается только язык программирования C# и среды быстрой разработки XNA Game Studio Express и все версии Visual Studio 2005.
XNA Framework скрывает низкоуровневые технологические детали, связанные с разработкой игры. Таким образом, фреймворк заботится о разнице между платформами, позволяя разработчикам уделять больше внимания смысловому содержимому игры. XNA Framework интегрируется с несколькими инструментами, такими как XACT, для помощи в создании контента. XNA Framework предоставляет поддержку создания и двухмерных, и трёхмерных игр и позволяет использовать возможности контроллеров Xbox 360. Игры фреймворка XNA, предназначенные для платформы Xbox на данный момент могут быть проданы только членам клуба Microsoft XNA Creator’s Club. Десктопные приложения могут распространяться бесплатно под текущим лицензированием Microsoft.

### XNA Content Pipeline
XNA Content Pipeline — набор интегрированных в Visual Studio инструментов управления конвейером ресурсов игры, помогающий при определении, поддержке, отладке и оптимизации конвейера ресурсов игры. Конвейер ресурсов игры (англ. Content Pipeline) описывает процесс, при котором содержимое игры, такое как текстуры и трёхмерные модели, преобразуется в форму, подходящую для использования игровым движком. Content Pipeline помогает идентифицировать зависимости конвейера, а также предоставляет доступ к программному интерфейсу, позволяющему производить дальнейшую обработку данных о зависимостях. Данные о зависимостях могут быть проанализированы для уменьшения размера игры посредством выявления содержимого, которое не используется.

### XNA Game Studio
XNA Game Studio — интегрированная среда разработки (IDE) для разработки игр. Было выпущено пять модификаций:
- XNA Game Studio Professional была запланирована как версия XNA IDE, предназначенная для профессиональных разработчиков игр[6]. Основанная на Visual Studio 2005 Team System, XNA Studio предоставляет структуру для совместной работы создателей контента, программистов, менеджеров и тестеров. XNA Studio автоматизирует задачи управления проектом, такие как управление ресурсами, слежение за ошибками, автоматизация проекта и работа над спецификациями. Разработка XNA Game Studio Professional остановлена.
- XNA Game Studio Express предназначена для студентов, любителей и независимых разработчиков игр[5]. Эта модификация доступна для бесплатного скачивания. XNA Game Studio Express предоставляет базовые «стартовые наборы» для быстрой разработки игр типичных жанров, таких как платформер, стратегия в реальном времени и шутер от первого лица. Разработчики могут создавать игры для Windows бесплатно, используя XNA Framework, но для запуска своих игр на Xbox 360 они должны платить членские взносы для доступа к Microsoft XNA Creator’s Club. Первый релиз не предоставлял возможности предоставления скомпилированных бинарных файлов другим игрокам Xbox 360, но в «XNA Game Studio Express 1.0 Refresh» появилась возможность скомпилировать бинарные файлы для Xbox 360 и поделиться ими с другими членами Microsoft XNA Creator’s Club. Первая бета версия XNA Game Studio Express стала доступной для скачивания 30 августа 2006, вторая — 1 ноября 2006. Финальную версию Microsoft выпустила 11 декабря 2006[7]. 24 апреля 2007 Microsoft выпустила обновление XNA Game Studio Express 1.0 Refresh[8].
- XNA Game Studio 2.0 была выпущена 13 декабря 2007[9]. Эта версия предоставила возможность использования со всеми версиями Visual Studio 2005 (включая бесплатную Visual C# 2005 Express Edition), API для создания сетей, использующий Xbox Live, под Windows и на Xbox 360 и лучшее управление устройствами[10]. Она так же была доступна для бесплатного скачивания на сайте XNA Creator Club.
- XNA Game Studio 3.0 (для Visual Studio 2008 или бесплатной Visual C# 2008 Express Edition) позволила создавать игры, предназначенные для платформы Microsoft Zune и добавила поддержку сообщества Xbox Live. Бета-версия инструментария была выпущена в сентябре 2008[11], а финальная версия — 30 октября 2008. XNA Game Studio 3.0 поддерживает C# 3.0, LINQ и большинство версий Visual Studio 2008. В XNA Game Studio 3.0 появилось много новых возможностей, таких как тестовый режим, позволяющий создателям добавить необходимую тестовую возможность в свою игру, возможности мультиплейера Xbox LIVE, такие как внутриигровые приглашения, создание кроссплатформенных игр, которые работают под Windows, Xbox 360 и Zune.
- XNA Game Studio 3.1 была выпущена 11 июня 2009. В API добавилась поддержка воспроизведения видео, исправленный аудио API, система Xbox LIVE Party и поддержка игр для использования Xbox 360 Avatars[12].
- XNA Game Studio 4 была выпущена 16 сентября 2010. Включает в себя поддержку аппаратного 3D ускорения в Windows Phone 7 и интеграцию с Visual Studio 2010.
- XNA Game Studio 4 Refresh была выпущена 6 октября 2011. Была добавлена поддержка для разработки игр, ориентированных на Windows Phone OS 7.1, и разработки игр на Visual Basic.

## Лицензионное соглашение
EULA Microsoft XNA Framework 2.0 специально запрещает распространение коммерческих сетевых игр, которые соединяются с Xbox Live и/или Games for Windows Live без специального соглашения между разработчиком и Microsoft. XNA Game Studio может быть использована для разработки коммерческих игр и других программ для платформы Windows, но код Microsoft для поддержки сети Xbox/Windows Live не может быть использован. В своём проекте XNA можно использовать собственный код поддержки сети.
Игры, созданные с использованием XNA Game studio, на данный момент можно распространять через Xbox Live Community Games. Программное обеспечение также может быть использовано для создания коммерческих игр, предназначенных для Windows.

## XNA Community Games
Игры для Xbox 360, написанные в XNA Game Studio могут быть представлены Creators Club community, для чего требуется членство, стоящее 49 долларов США за 4 месяца или 99 долларов США в год. Все игры, представленные сообществу, подвергаются равной оценке других разработчиков. Если игра успешно проходит рецензирование, она попадает на Xbox Live Marketplace. Создатели могут установить цену в 200, 400 или 800 points для своей игры. Разработчик получает 70 % полной выручки от объёма продаж своей игры в качестве основы. Microsoft изначально планировали брать дополнительный процент выручки, если они предоставляют дополнительный маркетинг для игры, но эта политика была отменена в марте 2009, оставив стандартную цену без изменений.
Microsoft также распространяет «тестовые аккаунты» для образовательных учреждений в рамках их программы DreamSpark. Эти аккаунты позволяют студентам разрабатывать игры для Xbox 360, но, чтобы выставить игру на Marketplace, требуется привилегированный аккаунт.

## Альтернативные реализации
Существует проект MonoGame, представляющий собой кроссплатформенную open-source реализацию XNA с дополнительными возможностями.
Позже, на основе MonoGame был создан проект FNA, который является полнофункциональной реализацией XNA с открытым исходным кодом. Цель FNA — сохранить игровую библиотеку XNA путем повторной реализации её самой.